# Srčenica
Srčenica  (srdčanica; lat. Leonurus), rod dvogodišjeg raslinja i trajnica iz porodice usnatica, dio tribusa Leonureae. Pripada mu 24 vrsta iz Europe i umjerene i tropske Azije. U Hrvatskoj postoje dvije vrste sa imenom srčenica,  prava i pustenasta srčenica ili Leonurus marrubiastrum L., što je sinonim za vrstu Chaiturus marrubiastrum

## Vrste
1. Leonurus cardiaca L.
2. Leonurus chaituroides C.Y.Wu & H.W.Li
3. Leonurus deminutus V.I.Krecz. ex Kuprian.
4. Leonurus glaucescens Bunge
5. Leonurus incanus Krecz. & Kuprian.
6. Leonurus japonicus Houtt.
7. Leonurus kuprijanoviae Krestovsk.
8. Leonurus macranthus Maxim.
9. Leonurus mongolicus Krecz. & Kuprian.
10. Leonurus nuristanicus Murata
11. Leonurus panzerioides Popov
12. Leonurus persicus Boiss.
13. Leonurus pseudomacranthus Kitag.
14. Leonurus pseudopanzerioides Krestovsk.
15. Leonurus pubescens Benth.
16. Leonurus quinquelobatus Gilib.
17. Leonurus royleanus Benth.
18. Leonurus sibiricus L.
19. Leonurus tataricus L.
20. Leonurus tibeticus Krestovsk.
21. Leonurus turkestanicus V.I.Krecz. & Kuprian.
22. Leonurus urticifolius C.Y.Wu & H.W.Li
23. Leonurus villosissimus C.Y.Wu & H.W.Li
24. Leonurus wutaishanicus C.Y.Wu & H.W.Li
25. Leonurus ×intermedius Holub

## Vanjske poveznice
|  | Zajednički poslužitelj ima još gradiva o temi Leonurus |
|  | Wikivrste imaju podatke o taksonu Leonurus             |